# ファラフェニ
ファラフェニ(Farafenni)は、ガンビア共和国中部の、北岸地方に位置する都市。
トランスガンビア・ハイウェイ上にあり、セネガルとの国境に近い。
ガンビア中部の商業の中心地であり、毎週日曜日に定期市が催される。
人口は約3万人で、ウォロフ語、フラニ語、マンディンカ語が共通語として主に話されている。
ファラフェニには病院、軍施設などがある。